# Поппи, Джованни
Джованни Поппи (итал. Giovanni Poppi; 8 сентября 1828, Ченто — 24 декабря 1891, Болонья) — итальянский пианист, музыкальный педагог и композитор.
Учился в Болонском музыкальном лицее у Стефано Голинелли (фортепиано) и Джоаккино Россини (композиция). Затем сам преподавал фортепиано там же, среди его учеников Марко Энрико Босси.
Автор фортепианных сочинений, двух десятков опусов, включающих вариации на темы известных опер, польки и мазурки, написанные не без влияния Фридерика Шопена — одна из пьес Поппи и называется «Воспоминание о Шопене» (итал. Rimembranza di Chopin). Наибольшей известностью пользовался написанный в дидактических целях Op. 20 «Юный пианист: Шесть блестящих мелодий» (итал. Il giovane pianista: Sei melodie brillanti).